# O Beijo no Asfalto (1980)
O Beijo no Asfalto é um filme brasileiro de 1980, do gênero drama, dirigido por Bruno Barreto, com roteiro de Doc Comparato e baseado na peça de teatro homônima de Nelson Rodrigues.

## Sinopse
Após ser atropelado, e prestes a morrer,  um homem pede a Arandir que lhe dê um beijo na boca. O fato vira notícia na imprensa sensacionalista, e o homem que deu o beijo passa a ser alvo de preconceitos populares reprimidos. A polícia, por sua vez, começa a investigá-lo, supondo que o acidente tenha sido um assassinato.

## Elenco principal
- Tarcísio Meira - Aprígio
- Ney Latorraca - Arandir
- Lídia Brondi - Dália
- Christiane Torloni - Selminha
- Daniel Filho - Amado Pinheiro
- Oswaldo Loureiro - Cunha
- Thelma Reston - Matilde
- Nélson Caruso - Werneck
- Flávio São Thiago - Aruca
- Lícia Magna - Judite
- Marcos Miranda - Marcos
- Estelita Bell - recepcionista do hotel
- Pedro Paulo Rangel - funcionário da repartição
- Márcia Barreto
- Renato Coutinho